# Bibliothèque nationale centrale de Rome
La Bibliothèque nationale centrale de Rome (en italien Biblioteca nazionale centrale di Roma, BNCR) est l'une des deux bibliothèques nationales de l'Italie, avec la Bibliothèque nationale centrale de Florence. Les deux bibliothèques nationales sont tenues d'assumer la responsabilité de la mission du dépôt légal en Italie. Elle est située dans la zone de Castro Pretorio à Rome, à proximité de la gare de Rome-Termini.
La bibliothèque, fondée au Collegio romano des jésuites, se trouve aujourd'hui dans un bâtiment construit au xxe siècle. Elle partage le bâtiment avec l'Institut central du catalogue unique (ICCU).
La mission de la bibliothèque est de collecter et de conserver toutes les publications italiennes et les ouvrages étrangers les plus importants, en particulier ceux liés à l'Italie, et de les mettre à la disposition de tous. Actuellement, la collection comprend plus de 7 500 000 de volumes imprimés, 2 000 éditions anciennes, 25 000 cinquecentines (livres du XVIe siècle), 9 000 manuscrits, 10 000 dessins, 22 578 cartes et 1 342 154 brochures.

## Histoire
Il existe huit bibliothèques nationales en Italie, situées dans les huit villes de Florence, Rome, Milan, Turin, Venise, Naples, Potenza et Palerme. Les fonctions des bibliothèques nationales centrales sont exercées par la Bibliothèque nationale centrale de Florence et la Bibliothèque nationale centrale de Rome.
Les siècles de division en Italie, qui ont persisté jusqu'à la création de l'État-nation italien à la fin du XIXe siècle, ont également eu un impact sur les bibliothèques. La première version du règlement des bibliothèques date de 1869 (en italien Decreto che approva il riordinamento delle Biblioteche governative del Regno) et a été rédigée par Angelo Bargoni, qui était alors ministre de l'instruction publique.
La Bibliothèque nationale centrale de Rome était anciennement connue sous le nom de Biblioteca Nazionale Vittoria Emanuele II, du nom du premier roi de l'Italie unifiée. Après l'occupation de Rome en 1870, Vittoria-Emanuele II a déplacé la capitale de Florence à Rome. Pour des raisons politiques, il était urgent de disposer d'une bibliothèque nationale à Rome, bien que les Florentins s'opposassent au transfert de la Bibliothèque nationale centrale de Florence à Rome. Par conséquent, le gouvernement a décidé de créer une nouvelle bibliothèque nationale à Rome, qui a été établie sous le nom de Seconde Bibliothèque centrale nationale. En juin 1875, le ministre Ruggiero Bonghi publie le deuxième règlement sur les bibliothèques (en italien Regolamento organico per le biblioteche governative del Regno), comprenant 87 articles, complétant ainsi en détail la première édition de 1869 et mettant en avant la nécessité d'une grande bibliothèque nationale à Rome.
La Bibliothèque nationale centrale de Rome a été fondée en 1875 et inaugurée le 14 mars 1876 dans l'aile du Collège romain (en italien Palazzo del Collegio Romano), qui occupe l'emplacement de l'ancienne Bibliotheca Secreta ou Maior des Jésuites. Elle a ouvert ses portes au public le 1er avril de la même année. La construction de cette bibliothèque nationale a commencé presque à partir de zéro, en utilisant la collection originale de la "Bibliotheca Major" des Jésuites ainsi que les fonds manuscrits et des imprimés provenant de 69 autres bibliothèques religieuses, confisqués par le gouvernement italien en 1873.
Le statut de la Bibliothèque nationale publique (en italien Regolamento per le biblioteche pubbliche governative) a été introduit en 1885 pour clarifier le statut et les fonctions des bibliothèques nationales de Florence et de Rome en tant que bibliothèques centrales du pays. En 1886, la Bibliothèque nationale centrale de Rome a été chargée de compiler le Bulletin des Œuvres modernes étrangères acquises par les Bibliothèques publiques d'État (en italien Bolletino delle Opere Moderne Straniere Acquistate dalle Biblioteche Pubbliche Governative, BOMS) et a commencé à exercer la fonction de dépôt légal en acceptant la livraison d'exemplaires.

## Architecture
Le 14 mars 1876, la Bibliothèque nationale centrale de Rome, nommée en l'honneur du roi Vittorio Emanuele II, a été inaugurée et ouverte au public le 1er avril de la même année.

### Le premier emplacement
L'emplacement choisi pour la Bibliothèque était une partie du Collège romain, qui était la résidence principale des Jésuites. Cette propriété a été expropriée et se trouvait dans le quartier de Campo Marzio, entre la Piazza Collegio Romano et la Piazza Sant'Ignazio. Construit au XVIe siècle, le palais était initialement destiné à la formation des jésuites. Cependant, en raison de l'augmentation du nombre d'étudiants et sous l'intérêt et le patronage du pape Grégoire XIII, les travaux d'agrandissement du palais ont commencé en 1581, basés sur un projet de l'architecte Giuseppe Valeriano. Le Plazza a d'abord été un musée d'histoire naturelle en 1823, puis un musée préhistorique a été construit en 1876, qui comprenait le musée national de préhistoire et d'ethnographie Luigi-Pigorini, un musée italien et un musée lapidaire. À partir de 1870, il est devenu la première école publique de la capitale, l'école Ginnasio E.Q. Visconti. La bibliothèque est divisée en deux étages. Le premier étage est destiné aux services généraux et à la lecture publique, tandis que l'étage supérieur abrite la salle de la Croix, destinée à la recherche et à la consultation de livres et de manuscrits anciens. Malheureusement, les locaux du Collège romain n'étaient pas suffisamment spacieux pour répondre aux besoins de la bibliothèque et accueillir le nombre croissant d'ouvrages reçus dans le cadre du dépôt légal. C'est pourquoi, en 1975, la construction de nouveaux locaux a débuté.

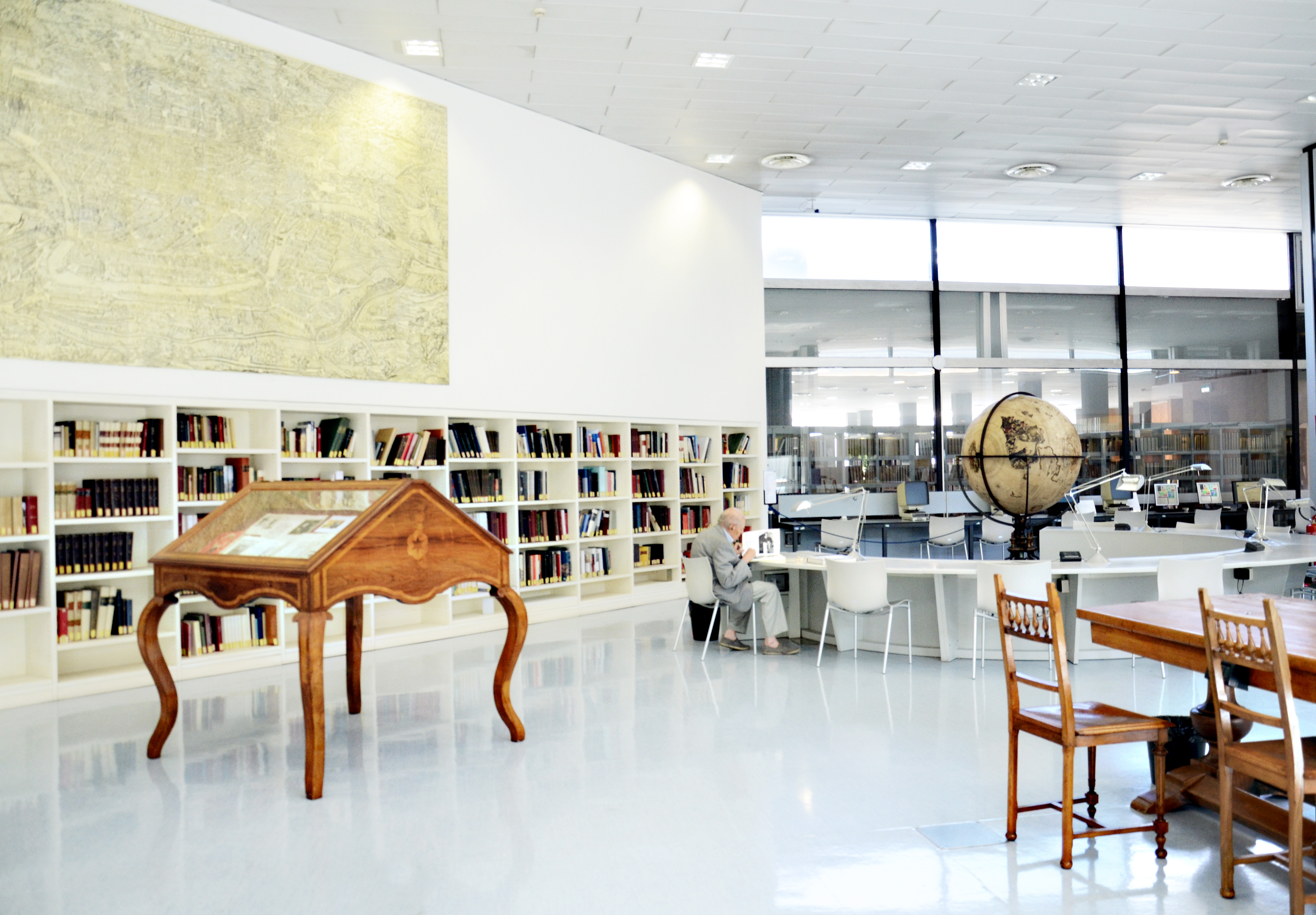
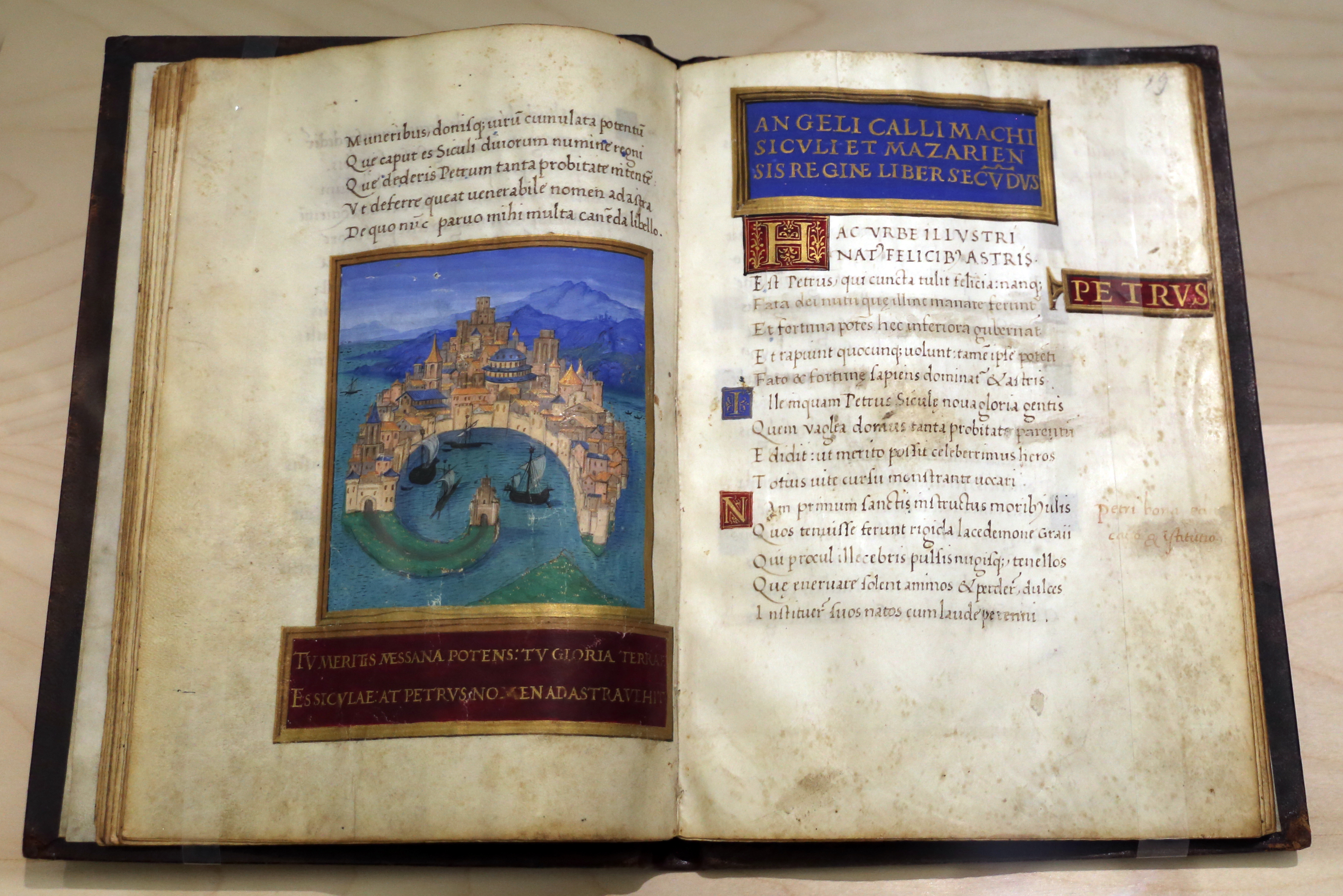
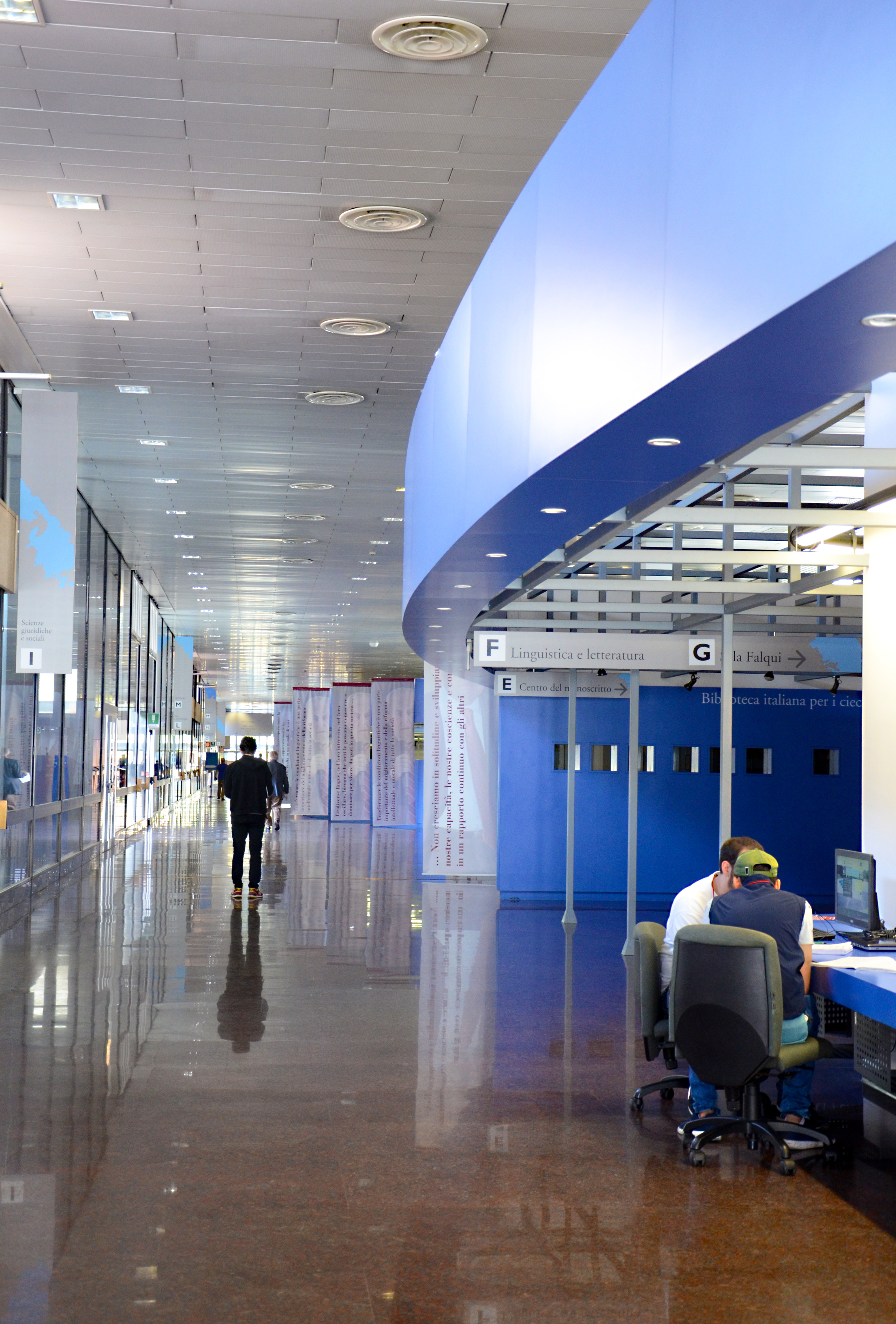
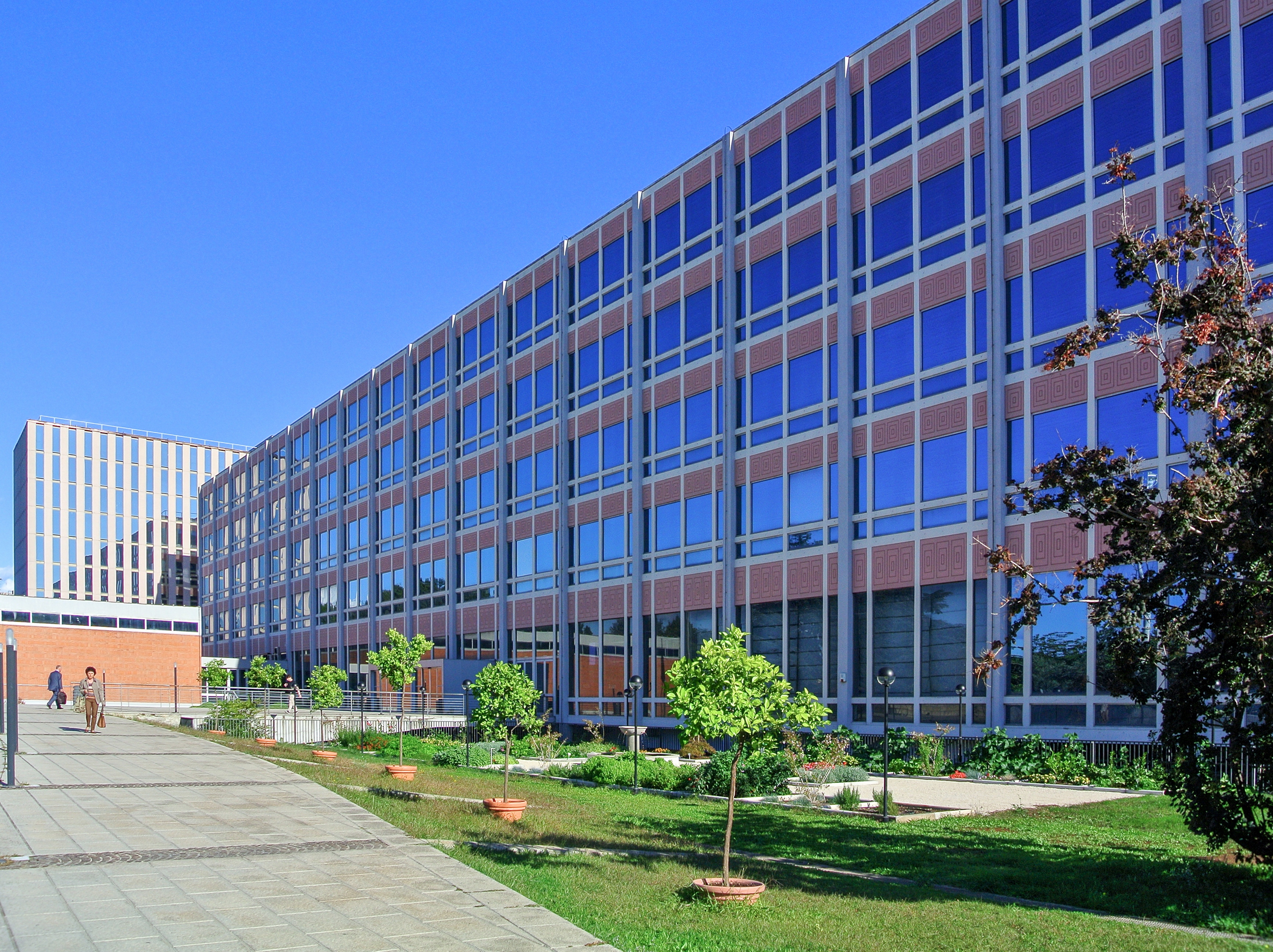